# Gare du Grand Tronc (Portland)
Pour les articles homonymes, voir Gare de Portland.
La gare du Grand Tronc est une ancienne gare ferroviaire aux États-Unis, située à Portland dans l'État du Maine.

## Histoire
La station, située sur la rue de l'Inde a été construite en 1903 par le chemin de fer du Grand Tronc, reliant Portland avec Montréal. Les chemins de fer au nord de Portland ont été convertis à l'écartement standard dans les années 1870. La ligne qui desservait la station sur la rue de l'Inde est restée indépendante par le Grand Tronc. Les trains venant du Nord provenant de Montréal se terminaient au bord de l'eau sur la rue de l'Inde. Au moment où le Grand Tronc a ouvert un nouveau terminal sur son site de la rue de l'Inde en 1903, Portland avait jusqu'à deux gares de voyageurs : la gare Union de Portland BM/MEC sur la rue Saint John, reconstruite en 1888 et le Terminal Grand Tronc sur le front de mer à la rue de l'Inde.  
Le service de trains entre Portland et Montréal a commencé à diminuer après la nationalisation du Grand Tronc par le gouvernement Canadien qui est devenu le Canadien National en 1923. La montée en puissance des Maritimes a été reconnue lorsque le train passager le Gull introduit des voitures-lits sur son service international de Boston à la ville canadienne d'Halifax par l'intermédiaire de Portland en 1930. Ceci durant l'âge d'or des passagers du rail dans les années 1920, lorsqu'une variété d'entreprises fournit aux passagers des services ferroviaires jusqu'à Portland.